# Erni Hiir
Erni Hiir (nome real Ernst Hiir; 29 de março de 1900, em Karjatnurme, condado de Viljandi - 27 de outubro de 1989) foi um poeta e tradutor estoniano.
De 1921 a 1922 ele estudou na Universidade de Tartu.
A partir de 1927 foi membro da União dos Escritores da Estónia. Quando a Estónia foi ocupada em 1940 ele era leal às autoridades soviéticas. De 1945 a 1960 foi secretário executivo do Sindicato dos Escritores em Tartu. Em 1962 mudou-se para Tallinn.
Está enterrado no cemitério de Metsakalmistu.

## Obras
- 1924: coleção de poesia "Arlekinaad"
- 1924: coleção de poesia "Huhu. Merituulen"
- 1926: coleção de poesia "Meeri-Maria-Mari"